# Кубок Легенд 2020
«Кубок Легенд имени Константина Ерёменко 2020 года» — международный футбольный турнир для ветеранов (игроков старше 35 лет), двенадцатый розыгрыш Кубка Легенд, который проходил с 21 по 23 февраля в Москве на Малой спортивной арене Лужники.
Матчи длились 40 минут (2 тайма по 20 минут). Перерыв между таймами составляет 5 минут. В составе команды — 5 полевых игроков и вратарь.
Жеребьёвка турнира состоялась 25 января в редакции сайта «Чемпионат».
21 и 22 февраля прошли матчи группового этапа. 23 февраля состоялись финальный матч, матч за бронзу, а также стыковые матчи за пятое и седьмое места.
Впервые в истории турнира победу одержала не сборная России, которую в финальном матче победила сборная Звёзд Футбола со счётом 6:5. СМИ и футбольные эксперты отмечают, что в главном матче имели место спорные решения арбитра Александры Пономарёвой, которые проявились в уходе с площадки футболистов сборной Звёзд во время матча, а также неверно засчитанном голе после непрозвучавшей финальной сирены, который был впоследствии отменён после недовольства игроков и зрителей на трибунах.

## Изменение формата
С 2020 года организаторы турнира изменили его формат. Он был похож на формат Суперкубка Легенд 2018. Турнир продлился 3 дня и в нём приняли участие 8 сборных, которые были разделены на 2 группы по 4 в каждой. Победители групп сыграли в финале турнира. Остальные сборные в стыковых матчах разыграли места с третьего по восьмое.

## Участники[8]
Россия

 Германия

 Португалия

 Турция

 Франция

 Испания

 Нидерланды

Сборная Звёзд

## Турнир

### Групповой этап

#### Группа A
| № | Команда    | И | В | Н | П | М     | ±  | О |
| - | ---------- | - | - | - | - | ----- | -- | - |
| 1 | Россия     | 3 | 2 | 1 | 0 | 16-11 | +5 | 7 |
| 2 | Испания    | 3 | 2 | 0 | 1 | 15-11 | +4 | 6 |
| 3 | Португалия | 3 | 1 | 0 | 2 | 15-15 | 0  | 3 |
| 4 | Турция     | 3 | 0 | 1 | 2 | 12-21 | -9 | 1 |

| № | Команда       | И | В | Н | П | М     | ±   | О |
| - | ------------- | - | - | - | - | ----- | --- | - |
| 1 | Сборная Звёзд | 3 | 3 | 0 | 0 | 31-12 | +19 | 9 |
| 2 | Германия      | 3 | 2 | 0 | 1 | 25-25 | 0   | 6 |
| 3 | Франция       | 3 | 1 | 0 | 2 | 21-25 | -4  | 3 |
| 4 | Нидерланды    | 3 | 0 | 0 | 3 | 18-33 | -15 | 0 |

### Плей-офф

#### Матч за 7-е место
| 23 февраля 2020 года 13:00 МСК | \| Турция \| 13:8 (13:8) \| Нидерланды \| | Малая спортивная арена Лужники |
| Турция                         | 13:8 (13:8)                               | Нидерланды                     |

#### Матч за 5-е место
| 23 февраля 2020 года 14:00 МСК | \| Португалия \| 11:8 \| Франция \| | Малая спортивная арена Лужники |
| Португалия                     | 11:8                                | Франция                        |

#### Матч за 3-е место
| 23 февраля 2020 года 15:00 МСК | \| Испания \| 11:5 (11:5) \| Германия \| | Малая спортивная арена Лужники |
| Испания                        | 11:5 (11:5)                              | Германия                       |

#### Финал
| 23 февраля 2020 года 16:00 МСК | \| Россия \| 5:6 (4:4) \| Сборная Звёзд \| | Малая спортивная арена Лужники Судья: Александра Пономарёва |  |  |
|                                |                                            |                                                             |  |  |
| Россия                         | 5:6 (4:4)                                  | Сборная Звёзд                                               |  |  |